# Branscombe Richmond
Branscombe Richmond (* 8. srpna 1955, Los Angeles, Kalifornie) je americký kaskadér a herec charakterních rolí. Jeho jméno je ve filmových titulcích uváděno i pod přesmyčkami, jako např. Richmond Branscombe, Ranscombe Richmon, Ranhome Quickman nebo Branscom Richmond.
Velmi známým se stal díky svému účinkování v televizním seriálu Odpadlík, kde ztvárnil postavu Bobbyho Sixkillera, majitele společnosti lovců odměn. Dále účinkoval v pilotním díle detektivního seriálu Magnum, kde ve vedlejší roli ztvárnil postavu Mokiho. Později se také objevil ve vedlejších rolích filmové řady Železný orel, jejíž děj se odehrává v prostředí stíhacích pilotů.